# Andrew Wiles
 Andrew Wiles bør ikke forveksles med André Weil, en anden berømt matematiker, der, som Wiles, har udført vigtigt arbejde om elliptiske kurver.
Sir Andrew John Wiles (født 11. april 1953) er en engelsk-amerikansk matematiker, der forsker i talteori på Princeton University. Han gik på The Leys School i Cambridge, fik sin bachelorgrad fra Merton College, Oxford University, i 1974 og sin ph.d. fra Clare College, Cambridge University, i 1980. Hans specialeforskning skete under vejledning af John Coates og blev påbegyndt i sommeren 1975. Sammen arbejdede de med elliptiske kurvers aritmetik, hvor de anvendte metoder fra Iwasawa-teorien. Han fik et større gennembrud i studiet af rationelle elliptiske kurvers forbindelse til modulære former. Han er mest kendt for at have bevist Fermats sidste sætning.

## Løsning af Fermats sidste sætning
Andrew Wiles hørte om Fermats sidste sætning, da han var 10 år gammel. Han forsøgte at bevise sætningen med metoder fra lærebøger og studerede senere de matematikere, der havde forsøgt at bevise den. Da han påbegyndte sine specialestudier, afbrød han sine forsøg på at bevise sætningen og begyndte at studere elliptiske kurver under John Coates' vejledning.
I 1950'erne og 1960'erne fremlagde den japanske matematiker Goro Shimura en teori om forbindelsen mellem elliptiske kurver og modulære former, der byggede på nogle af de ideer, Yutaka Taniyama havde fremsat. I Vesten blev forbindelsen kendt efter André Weils afhandling. Da Weil gav det konceptuelle bevis for den, kaldes den Shimura-Taniyama-Weil-formodningen. Den siger, at enhver rationel elliptisk kurve er modulær. Den komplette formodning bevistes af Christophe Breuil, Brian Conrad, Fred Diamond og Richard Taylor i 1998 ved brug af mange af de metoder, Andrew Wiles havde brugt i sine forskningsafhandlinger fra 1995.
Ken Ribet fandt forbindelsen mellem Taniyama-Shimura og Fermat efter Barry Mazur og Jean-Pierre Serres arbejde, med sit bevis for epsilonformodningen, der viste, at Freys idé om, at Frey-kurven ikke kunne være modulær, var korrekt. Specielt viste det, at et bevis for det semistabile tilfælde af Taniyama-Shimura-formodningen ville medføre Fermats sidste sætning. Wiles besluttede, at han udelukkende ville arbejde på Taniyama-Shimura-formodningen kort efter, at han hørte om Ribets bevis for epsilonformodningen i 1986. Selv om mange matematikere mente, at Taniyama-Shimura-formodningen var utilgængelig, fulgte Wiles denne tilgang.
Da Wiles først begyndte at undersøge Taniyama-Shimura, kom han ofte med henkastede bemærkninger om Fermat, men han fandt ud af, at han ved at gøre det, skabte for meget interesse om arbejdet. Han foretrak at arbejde på problemet på koncentreret vis, og fokusere på sit problem. Som følge heraf lod han kun Nicholas Katz vide, hvad han arbejdede på. Wiles foretog ingen forskning, der ikke var relateret til Taniyama-Shimura, om end han naturligvis fortsatte sin undervisning på Princeton University og deltog i seminarer.

## Priser
Wiles har modtaget flere større matematikpriser:
- Schockprisen (1995)
- Coleprisen (1996) [1]
- National Academy of Sciences' matematikpris fra American Mathematical Society (1996) [2]
- Ostrowskiprisen (1996) [3][4]
- Royal Medal (1996)
- Wolfprisen (1996)
- Wolfskehlprisen (1997) [5]
- En sølvmindeplade fra den Internationale Matematiske Union (1998) i anerkendelse af hans resultater i stedet for Fieldsmedaljen, der kun gives til folk under 40 (Wiles blev født i 1953 og beviste sætningen i 1994). [6]
- Faisalprisen (1998) [7]
- Clay Research Award (1999)
- Slået til ridder af det britiske kongehus (2000)
- Shawprisen (2005) [8]